# Liste der Naturdenkmale in Wertheim
| Naturdenkmale | Anzahl |
| ------------- | ------ |
| FND           | 23     |
| END           | 11     |
| Gesamt        | 34     |

Die Liste der Naturdenkmale in Wertheim nennt die verordneten Naturdenkmale (ND) der im baden-württembergischen Main-Tauber-Kreis liegenden Stadt Wertheim. Diese besteht aus der Kernstadt Wertheim, fünfzehn Ortschaften (Bettingen, Dertingen, Dietenhan, Dörlesberg, Grünenwört, Höhefeld, Kembach, Lindelbach, Mondfeld, Nassig, Reicholzheim mit Bronnbach, Sachsenhausen, Sonderriet, Urphar und Waldenhausen) sowie fünf weiteren Stadtteilen (Bestenheid, Eichel/Hofgarten, Reinhardshof mit dem Wohnplatz Bestenheider Höhe, Vockenrot und Wartberg).
In Wertheim gibt es insgesamt 34 als Naturdenkmal geschützte Objekte, davon 23 flächenhafte Naturdenkmale (FND) und 11 Einzelgebilde-Naturdenkmale (END).
Stand: 1. November 2016.

## Flächenhafte Naturdenkmale (FND)
| Name                                                              | Bild | Kennung     | Einzelheiten | Position | Fläche Hektar | Datum         |
| ----------------------------------------------------------------- | ---- | ----------- | ------------ | -------- | ------------- | ------------- |
| Alte Tauber Bergrain                                              | BW   | 81281310011 | Wertheim     | ⊙        | 1,2           | 21. Dez. 1981 |
| Auwald Hohes Wehr                                                 | BW   | 81281310035 | Wertheim     | ⊙        | 1,6           | 10. März 1992 |
| Baumallee (6 Linden, 3 Spitzahorn,2 Akazien)                      | BW   | 81281310014 | Wertheim     | ⊙        | 0,0           | 21. Dez. 1981 |
| Baumbestand u.Ufervegetation am Wildbach Steinigwiesen/Mühlwiesen |      | 81281310025 | Wertheim     | ⊙        | 1,8           | 10. März 1992 |
| Bruchwald Sachsenhausen Winkel                                    | BW   | 81281310029 | Wertheim     | ⊙        | 2,2           | 10. März 1992 |
| Feuchtgebiet Hofäcker                                             | BW   | 81281310015 | Wertheim     | ⊙        | 1,0           | 21. Dez. 1981 |
| Feuchtgebiet Kolbensee Seewiesen/Neu Gereut                       | BW   | 81281310036 | Wertheim     | ⊙        | 0,2           | 10. März 1992 |
| Feuchtgebiet Unterer Trieb                                        | BW   | 81281310026 | Wertheim     | ⊙        | 0,6           | 10. März 1992 |
| Halbtrockenrasen am Mehnet                                        | BW   | 81281310019 | Wertheim     | ⊙        | 0,1           | 10. März 1992 |
| Halbtrockenrasen Kleine Mechber                                   | BW   | 81281310018 | Wertheim     | ⊙        | 0,8           | 10. März 1992 |
| Klinge Steppach Borkenhain                                        |      | 81281310028 | Wertheim     | ⊙        | 0,8           | 10. März 1992 |
| Leberklinge Rüdenholz                                             | BW   | 81281310031 | Wertheim     | ⊙        | 3,5           | 10. März 1992 |
| Mainaltwasser Hintere Bodenäcker                                  | BW   | 81281310023 | Wertheim     | ⊙        | 0,7           | 10. März 1992 |
| Pflanzenstandort Haarlapp                                         | BW   | 81281310017 | Wertheim     | ⊙        | 0,7           | 10. März 1992 |
| Pflanzenstandort Neuenberg                                        | BW   | 81281310020 | Wertheim     | ⊙        | 1,9           | 10. März 1992 |
| Quelle Berglein                                                   | BW   | 81281310034 | Wertheim     | ⊙        | 0,4           | 10. März 1992 |
| Steinbruch Waldenhausen Gültäcker                                 | BW   | 81281310030 | Wertheim     | ⊙        | 0,4           | 10. März 1992 |
| Steinbrüche Dörlesberg Steinig                                    | BW   | 81281310022 | Wertheim     | ⊙        | 1,7           | 10. März 1992 |
| Sumpfwiesen mit Laubholzbestockung Untere Klinge                  | BW   | 81281310013 | Wertheim     | ⊙        | 1,3           | 21. Dez. 1981 |
| Tauber-Altarm Bergrainwiese                                       | BW   | 81281310027 | Wertheim     | ⊙        | 0,1           | 10. März 1992 |
| Wacholderheide Kieseckers Neugereut                               | BW   | 81281310016 | Wertheim     | ⊙        | 3,9           | 21. Dez. 1981 |
| Wacholderheide Renztal/Kiesbuckel/Ellenberg                       | BW   | 81281310021 | Wertheim     | ⊙        | 1,0           | 10. März 1992 |
| Wasserfall m.Waldtrauf Schneidersrain/Unterm Schneidersrain       |      | 81281310012 | Wertheim     | ⊙        | 0,1           | 21. Dez. 1981 |
| Legende für Naturdenkmal                                          |      |             |              |          |               |               |

## Einzelgebilde-Naturdenkmale (END)
| Name                                                     | Bild | Kennung     | Einzelheiten | Position | Fläche Hektar | Datum         |
| -------------------------------------------------------- | ---- | ----------- | --- | -------- | ------------- | ------------- |
| 1 Eiche „Luthereiche Steinigt“                           |      | 81281310002 | Wertheim-Höhefeld Die Luthereiche steht am südlichen Ortsrand von Höhefeld, an der Abzweigung eines Fußweges nach Niklashausen an der gleichnamigen Straße Zur Luthereiche. Die Luthereiche wurde im Jahre 1883 von Schulkindern anlässlich des 400. Geburtstages des Reformators Martin Luther erstmals gepflanzt. Aus nicht bekannten Gründen musste die Pflanzung des Jubiläumsbaumes, der noch heute durch einen gleichmäßigen und mächtigen Wuchs besticht, im Jahre 1885 ein zweites Mal erfolgen. Nur wenige Meter unterhalb der Luthereiche steht das sagenumwobene „Höhefelder Steinkreuz“ (welches auch als Mord- und Sühnekreuz Wertheim VI / Ortschaft Höhefeld gelistet wird). | ⊙        | 0,0           | 21. Dez. 1981 |
| 1 Esche Schloßberg                                       |      | 81281310006 | Wertheim-Wertheim (Kernstadt) Die Esche befindet sich am Schloßberg am Weg zur Burg Wertheim. | ⊙        | 0,0           | 21. Dez. 1981 |
| 1 Friedenslinde Berg ober dem Ort                        | BW   | 81281310008 | Wertheim-Bestenheid Die Friedenslinde befindet sich am Bestenheider Höhenweg. Der Baum wurde nach dem Deutsch-Französischen Krieg 1870/71 als „Friedenslinde“ gepflanzt (siehe auch: Liste der Denkmäler des Deutsch-Französischen Krieges im Main-Tauber-Kreis). | ⊙        | 0,0           | 21. Dez. 1981 |
| 1 Linde „Linde Hofhaltung Mühlenstraße“                  |      | 81281310032 | Wertheim-Wertheim (Kernstadt) Die Linde befindet sich im Innenhof der ehemaligen Fürstlichen Hofhaltung Wertheim (heute Rathaus) an der Mühlenstraße, die beide für den Baum namengebend waren. | ⊙        | 0,0           | 10. März 1992 |
| 1 Linde Sauerfeld                                        | BW   | 81281310004 | Wertheim-Höhefeld-Mittelhof Die Linde befindet sich unmittelbar nördlich des Mittelhofs, einem Wohnplatz auf der Gemarkung der Wertheimer Ortschaft Höhefeld, an der gegenüberliegenden Straßenseite der K 2822 hinter einem Nebengebäude. | ⊙        | 0,0           | 21. Dez. 1981 |
| 1 Schwarzpappel Am Eicheler Weg                          |      | 81281310007 | Wertheim-Hofgarten Die Schwarzpappel befindet sich beim Wertheimer Wohngebiet Hofgarten an der L 2310 auf der Mainseite neben einem Parkplatz in Richtung der Wertheimer Ortschaft Eichel. | ⊙        | 0,0           | 21. Dez. 1981 |
| 1 Stieleiche „Stieleiche Bestenheid“                     |      | 81281310037 | Wertheim-Bestenheid Die Stieleiche befindet sich in Bestenheid hinter dem Beruflichen Schulzentrum Wertheim. | ⊙        | 0,0           | 10. März 1992 |
| 1 Stockeiche Tannenberg (3-stämmig)                      | BW   | 81281310033 | Wertheim-Wertheim (Kernstadt) Die Stockeiche befindet sich an der Staffelwehrklinge am Tannenberg bei der Alten Vockenroter Steige von der Kernstadt Wertheim in Richtung der Wohnplätze Wartberg, Reinhardshof und Vockenrot. | ⊙        | 0,0           | 10. März 1992 |
| 2 Linden Ortsetter (vor der Kirche)                      | BW   | 81281310003 | Wertheim-Nassig Die beiden Linden befinden sich in der Wertheimer Ortschaft Nassig am Ortsetter, direkt vor der Auferstehungskirche, die beide namengebend für das Naturdenkmal waren. | ⊙        | 0,0           | 21. Dez. 1981 |
| 2 Linden, 1 Waldbirnenbaum Hintere Flur/Gereudete Tannen | BW   | 81281310010 | Wertheim-Wertheim (Kernstadt) Die drei Bäume befinden sich in der Gemarkung der Kernstadt Wertheim auf einem Bergplateau zwischen Taubertal und Maintal. | ⊙        | 0,0           | 21. Dez. 1981 |
| 3 Eichen Gemeindewald Distr. I Rüdenholz                 | BW   | 81281310005 | Wertheim-Waldenhausen Die drei Eichen befinden sich in der Gemarkung der Wertheimer Ortschaft Waldenhausen nach dem Ortsausgang in Richtung der Kernstadt Wertheim beim Taubertalradweg an der Tauber. | ⊙        | 0,0           | 21. Dez. 1981 |
| Legende für Naturdenkmal                                 |      |             | |          |               |               |